# Ватикано-саудовские отношения
Ватикано-саудовские отношения — двусторонние дипломатические отношения между Ватиканом и Саудовской Аравией.
Отношения между Ватиканом и Саудовской Аравией официально не установлены, однако между представителями Саудовской Аравии и Ватикана были проведены важные встречи на высшем уровне для обсуждения вопросов и организации диалога между религиями.
В ноябре 2007 года король Саудовской Аравии Абдалла ибн Абдул-Азиз Аль Сауд посетил Ватикан, что стало историческим моментом, ознаменовавшим конец 1400-летних незамеченных отношений между арабскими лидерами и Ватиканскими папами. Ватикан предложил Саудовской Аравии построить церковь, ссылаясь на древний Наджранский пакт VII века, заключённый Мухаммедом для христианских жителей Аравии.
В Саудовской Аравии есть много иностранных рабочих, которые считают себя христианами, и в настоящее время они должны пересечь границу с окружающей страной, чтобы найти церковь, присоединённую к римско-католической церкви. До сих пор дискуссии были сосредоточены на справедливом обращении с этими иностранными работниками. В январе 2011 года Папе Бенедикту XVI было обращено особое внимание на обращение к дипломатическому корпусу, где Папа выразил надежду на скорейшее установление католической иерархии в королевстве.

## Сравнение стран
| Официальное название             | Ватикан                                                                                       | Королевство Саудовская Аравия                                                                                              |
| Название на родном языке         | Status Civitatis Vaticanae (Латинский язык) Stato della Città del Vaticano (Итальянский язык) | المملكة العربية السعودية (Арабский литературный язык) Al-Mamlakah Al-ʾĀrabīyah As-Saʿūdīyah (Романизация арабского письма) |
| -------------------------------- | --------------------------------------------------------------------------------------------- | --- |
| Государственный герб             |                                                                                               | |
| Флаг                             | Ватикан                                                                                       | Саудовская Аравия |
| Национальный гимн                | Понтификальный гимн и марш                                                                    | Да здравствует Король |
| Население                        | 530                                                                                           | 34,400,000 |
| Список часовых поясов по странам | 1 (Центральноевропейское время)                                                               | 1 (UTC+3:00) |
| Столица                          | Ватикан (Город-государство)                                                                   | Эр-Рияд |
| Основано                         | 11 февраля 1929                                                                               | 23 сентября 1932 |
| Правительство                    | Экклезиологическая выборная монархия, Теократия, Абсолютная монархия                          | Унитарная исламская абсолютная монархия                                                                                    |
| Государственная религия          | Католическая церковь                                                                          | Сунниты |
| Первый правитель                 | Пий XI                                                                                        | Абдул-Азиз ибн Абдуррахман Аль Сауд                                                                                        |
| Нынешний правитель               | Римский папа: Франциск                                                                        | Король: Салман |
| Нынешний представитель           | Государственный секретарь: Пьетро Паролин                                                     | Наследный принц: Мухаммед                                                                                                  |
| Официальный язык                 | Латинский, Итальянский                                                                        | Арабский |